# Karl Anton Rickenbacher
Karl Anton Rickenbacher (* 20. Mai 1940 in Basel; † 28. Februar 2014 in Montreux) war ein Schweizer Dirigent.

## Leben
Karl Anton Rickenbacher studierte am Städtischen Konservatorium Berlin, besuchte Dirigierkurse bei Herbert von Karajan und Pierre Boulez und war Assistent von Otto Klemperer. 1966 begann er seine Laufbahn als Korrepetitor am Opernhaus Zürich, 1969 trat er seine erste Festanstellung an: als erster Kapellmeister und stellvertretender Generalmusikdirektor an den Städtischen Bühnen in Freiburg im Breisgau. Von 1975 bis 1985 war Rickenbacher Chef des Westfälischen Sinfonieorchesters Recklinghausen. Von 1978 bis 1980 war er Chefdirigent des BBC Scottish Symphony Orchestra in Glasgow, das er vor Mittelkürzungen und drohender Auflösung bewahrte. Seit 1987 leitete er zudem die Brüsseler Philharmoniker (BRT Filharmonisch Orkest). Ab 1990 arbeitete Rickenbacher als freier Gastdirigent bei großen Orchestern und Festivals.
Rickenbacher dirigierte die Hauptwerke der klassischen Musikliteratur, widmete sich der Entdeckung und Verbreitung vergessener Werke und setzte sich auch für das zeitgenössische Schaffen ein. Mit Olivier Messiaen war er befreundet. Werner Egk und Jean Françaix beauftragte er mit Kompositionen für das Westfälische Sinfonieorchester Recklinghausen. Rickenbachers Diskografie enthält Werke von Beethoven, Wagner, Liszt, Bruckner, Mahler und Messiaen, unter anderem mit dem London Philharmonic Orchestra. Zwischen 1997 und 2000 spielte er in Berlin, Bamberg und München die 14 CDs umfassende Serie „Der unbekannte Richard Strauss“ ein.
Am 28. Februar 2014 verstarb Karl Anton Rickenbacher in seinem Haus in Montreux aufgrund eines Herzversagens, am Flügel sitzend, vor sich die Partitur von Gustav Mahlers Totenfeier (der Frühfassung des Kopfsatzes von dessen 2. Sinfonie), die er am 16. März 2014 in Genf hätte dirigieren sollen.

## Auszeichnungen
Rickenbacher erhielt den Grand Prix du Disque für seine Einspielung von Darius Milhauds „Petites Symphonies“, den Cannes Classical Award mit Karl Amadeus Hartmanns „Sinfonia tragica“ und den ECHO-Klassik-Preis der Deutschen Phono-Akademie 1999, 2000 und 2001 für Werke aus der Richard-Strauss-Serie und für Olivier Messiaens „La Transfiguration“.

## Schriften
- Die Orchesterwerke von Olivier Messiaen. In: Wolfgang Rathert, Herbert Schneider, Karl Anton Rickenbacher (Hrsg.): Olivier Messiaen: Texte, Analysen, Zeugnisse. Band 2: Das Werk im historischen und analytischen Kontext. Olms, Hildesheim 2013, ISBN 978-3-487-14766-6, S. 99–142.

## Tonaufnahmen (Auswahl)
- Sir Peter Ustinov – meine Welt der Klassik. Peter Ustinov im Gespräch mit Karl Anton Rickenbacher. Peter Ustinov rezitiert „Zwischen Tag und Traum“. 4 CD. BMG Records, München 2004.